# Zima v Prostokvašino
Zima v Prostokvašino (in russo Зима в Простоквашино?, lett. Inverno a Prostokvašino) è un film d'animazione sovietico del 1984 prodotto dalla Sojuzmul'tifil'm, terzo ed ultimo episodio della serie tratta dal racconto di Ėduard Uspenskij Djadja Fëdor, pës i kot (in russo Дядя Фёдор, пёс и кот?, Lo zio Fëdor, un cane e un gatto).

## Episodi della serie
- Troe iz Prostokvašino (Трое из Простоквашино, 1978).
- Kanikuly v Prostokvašino (Каникулы в Простоквашино, 1980).
- Zima v Prostokvašino (Зима в Простоквашино, 1984).